# Tyrannotus thelwalli
Tyrannotus thelwalli är en insektsart som beskrevs av William Lucas Distant. Tyrannotus thelwalli ingår i släktet Tyrannotus och familjen hornstritar. Inga underarter finns listade i Catalogue of Life.